# تشیهان
تشیهان (به چکی: Číhaň) یک منطقهٔ مسکونی در جمهوری چک است که در ناحیه کلاتووی واقع شده‌است. تشیهان ۸٫۵۱ کیلومتر مربع مساحت و ۱۹۷ نفر جمعیت دارد و ۵۹۳ متر بالاتر از سطح دریا واقع شده‌است.